# Air Memphis
Air Memphis is een Egyptische luchtvaartmaatschappij met haar thuisbasis in Caïro. Air Memphis werd opgericht in 1995. De luchtvaartmaatschappij kwam in Nederland in het nieuws in verband met het uitvoeren van evacuatievluchten uit Libië naar Amsterdam op 22 februari 2011.

## Vloot
De vloot van Air Memphis bestond in september 2011 uit:
- 1 McDonnell Douglas MD-83
- 2 Airbus A320-200
- 1 Fokker 50